# Sonoma megye
Sonoma megye az Amerikai Egyesült Államokban, azon belül Kalifornia államban található. Székhelye Santa Rosa. Lakosainak száma 488 863 fő (2020. április 1.). Sonoma megye Mendocino, Lake, Napa, Solano és Marin megyékkel határos.

## Földrajz

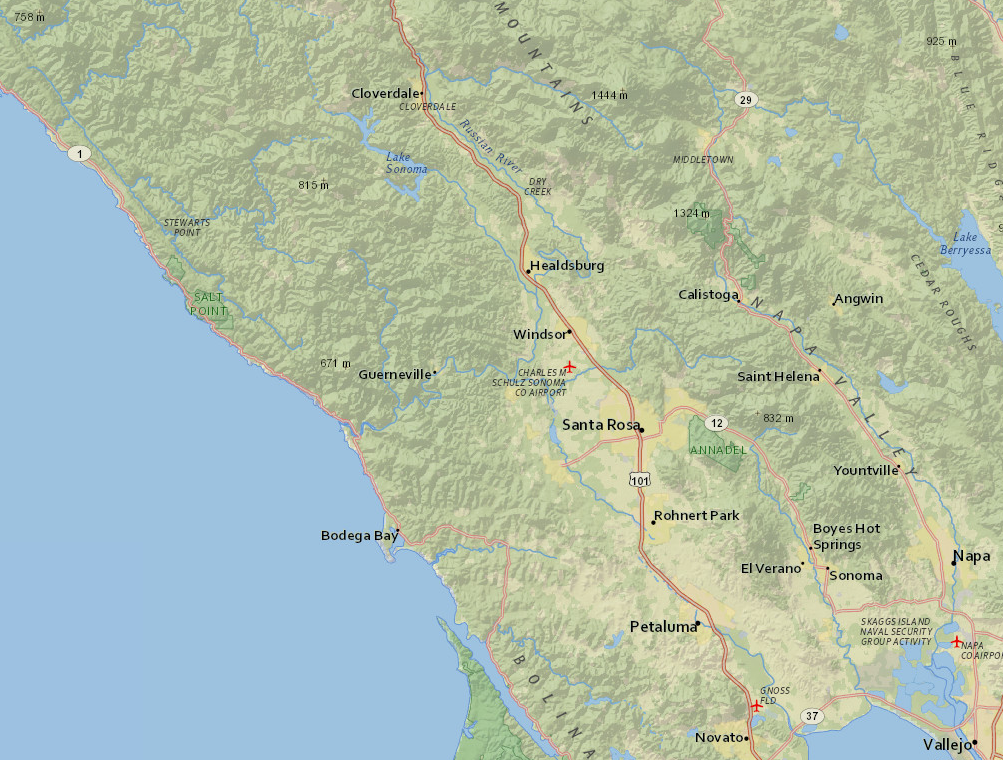
Sonoma megye domborzati térképe

Kalifornia északnyugati részén található. A Kaliforniai Parti-hegység húzódik rajta át, melynek itteni részei a Mayacamas- és a  Sonoma-hegység. Legmagasabb pontja a Mount Saint Helena (556 m) a Macayamas-hegységben. Délkeleti része a Sonoma-völgy, ami a San Francisco-öböl Menti Területhez tartozik.
Fő folyói a Petaluma és a Russian. Itt található a Sonoma-tó.

## Népessége
A megye népességének változása:
| Lakosok száma | 484 698 | 487 549 | 490 596 | 495 025 | 502 146 | 503 332 | 494 336 | 488 863 |
|               | 2010    | 2011    | 2012    | 2013    | 2015    | 2018    | 2019    | 2020    |

A lakosság etnikai összetétele:

## Települések
A megyében 9 bejegyzett önkormányzat található:
| Név          | Jogállás | Népesség (fő, 2012) |
| ------------ | -------- | ------------------- |
| Cloverdale   | city     | 8 775               |
| Cotati       | city     | 7 398               |
| Healdsburg   | city     | 11 458              |
| Petaluma     | city     | 58 995              |
| Rohnert Park | city     | 41 716              |
| Santa Rosa   | city     | 170 862             |
| Sebastopol   | city     | 7 512               |
| Sonoma       | city     | 10 841              |
| Windsor      | town     | 27 293              |

## Nevezetességei
- Quarryhill Botanikus Kert (zömmel ázsiai növényekkel)[3]

## Érdekesség
A 2023 őszén elérhetővé váló macOS 14 operációs rendszer, amely a Macintosh számítógépeken fut, a „Sonoma” nevet kapta a terület után. A bejelentéskor az Apple mint ismert bortermelő vidékre hivatkozott.